# Campionato nordico di calcio 1978-1980
Il Campionato nordico di calcio 1978-1980 (Nordisk Mesterskap 1978-1980) fu la dodicesima edizione del Campionato nordico di calcio, competizione calcistica per nazione riservata ai paesi scandinavi. La competizione si svolse in forma itinerante dal 31 maggio 1978 al 21 agosto 1980 e vide la partecipazione di quattro squadre: Danimarca, Finlandia, Norvegia e Svezia.

## Formula
- Qualificazioni

Nessuna fase di qualificazione. Le squadre sono qualificate direttamente alla fase finale.
- Fase finale

Girone unico - 4 squadre, giocano partite di andata e ritorno. La vincente si laurea campione dei Paesi Nordici.

## Squadre partecipanti
| Pr. | Squadra   | Data di qualificazione certa | Partecipante in quanto | Partecipazioni precedenti al torneo                                                                                          | Ultima presenza |
| --- | --------- | ---------------------------- | ---------------------- | --- | --------------- |
| 1   | Danimarca | -                            | Qualificata di diritto | 11 (1924-1928, 1929-1932, 1933-1936, 1937-1947, 1948-1951, 1952-1955, 1956-1959, 1960-1963, 1964-1967, 1968-1971, 1972-1977) | 1972-1977       |
| 2   | Finlandia | -                            | Qualificata di diritto | 10 (1929-1932, 1933-1936, 1937-1947, 1948-1951, 1952-1955, 1956-1959, 1960-1963, 1964-1967, 1968-1971, 1972-1977)            | 1972-1977       |
| 3   | Norvegia  | -                            | Qualificata di diritto | 11 (1924-1928, 1929-1932, 1933-1936, 1937-1947, 1948-1951, 1952-1955, 1956-1959, 1960-1963, 1964-1967, 1968-1971, 1972-1977) | 1972-1977       |
| 4   | Svezia    | -                            | Qualificata di diritto | 11 (1924-1928, 1929-1932, 1933-1936, 1937-1947, 1948-1951, 1952-1955, 1956-1959, 1960-1963, 1964-1967, 1968-1971, 1972-1977) | 1972-1977       |

Nella sezione "partecipazioni precedenti al torneo", le date in grassetto indicano che la nazione ha vinto quella edizione del torneo, mentre le date in corsivo indicano la nazione ospitante.

## Fase finale

### Girone unico

#### Classifica
| Pos | Squadra   | P.ti | G | V | N | P | GF | GS | DR |
| --- | --------- | ---- | - | - | - | - | -- | -- | -- |
| 1   | Danimarca | 11   | 6 | 5 | 1 | 0 | 9  | 3  | +6 |
| 2   | Svezia    | 6    | 6 | 3 | 0 | 3 | 7  | 6  | +1 |
| 3   | Norvegia  | 5    | 6 | 2 | 1 | 3 | 11 | 9  | +2 |
| 4   | Finlandia | 2    | 6 | 0 | 2 | 4 | 3  | 12 | -9 |

#### Risultati
| Arbitro: | Laakso |

|              |           |                               |
| Thoresen 25’ | Marcatori | 41’ Arnesen 63’ Elkjær Larsen |

| Arbitro: | Månsson |

|                           |           |            |
| Nilsson 17’ Andersson 80’ | Marcatori | 39’ Ismail |

| Arbitro: | Kustoń |

|            |           |              |
| Ismail 79’ | Marcatori | 61’ Johansen |

| Arbitro: | Frederiksen |

|                         |           |              |
| Nielsen 10’ Røntved 17’ | Marcatori | 73’ Berggren |

| Arbitro: | Hirviniemi |

|                    |           |  |
| Borg 8’ Nordin 30’ | Marcatori |  |

| Arbitro: | Weerink |

|                                |           |  |
| Larsen Økland 60’ Mathisen 85’ | Marcatori |  |

| Mikkeli 29 agosto 1979, ore 18:00 UTC+2 | Finlandia | 0 – 0 referto | Danimarca | Mikkelin Urheilupuisto (4933 spett.)\| Arbitro: \| Johansson \| |
| Arbitro:                                | Johansson |               |           |                                                                 |

| Arbitro: | Lindboe |

|                   |           |  |
| Elkjær Larsen 51’ | Marcatori |  |

| Arbitro: | Bjørnestad |

|  |           |                |
|  | Marcatori | 13’ Steffensen |

| Arbitro: | Nielsen |

|  |           |                       |
|  | Marcatori | 6’Nordgren 31’Sjöberg |

| Arbitro: | Geurds |

|                                                  |           |                |
| Nielsen 68’ (rig.) Arnesen 70’ Elkjær Larsen 76’ | Marcatori | 21’Kollshaugen |

| Arbitro: | Johansson |

|                                                |           |            |
| Jacobsen 30’, 39’, 73’, 83’ Dokken 50’ Aas 61’ | Marcatori | 43’Himanka |